# Liste der Kulturdenkmale in Niedere Börde

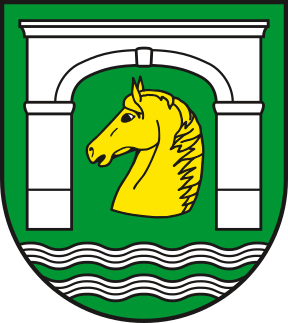
Wappen von Niedere Börde

In der Liste der Kulturdenkmale in Niedere Börde sind alle Kulturdenkmale der Gemeinde Niedere Börde aufgelistet. Grundlage ist das Denkmalverzeichnis des Landes Sachsen-Anhalt, das auf Basis des Denkmalschutzgesetzes des Landes Sachsen-Anhalt vom 21. Oktober 1991 durch das Landesamt für Denkmalpflege und Archäologie Sachsen-Anhalt erstellt und seither laufend ergänzt wurde (Stand: 31. Dezember 2023).

## Kulturdenkmale nach Ortsteilen

### Bleiche
| Lage                                                                               | Bezeichnung | Beschreibung | Erfassungs- nummer | Ausweisungsart | Bild |
| ---------------------------------------------------------------------------------- | ----------- | ------------ | ------------------ | -------------- | ---- |
| Dorfstraße Bleiche / Samsweger Straße am Ortsausgang nach Groß Ammensleben (Karte) | Wegweiser   | Wegweiser    | 094 70552          | Baudenkmal     | BW   |
| Friedensallee 10 bei der Fabrik (Karte)                                            | Villa       |              | 094 75048          | Baudenkmal     | BW   |
| Friedensallee 7, 8, 9 (Karte)                                                      | Fabrik      |              | 094 75557          | Baudenkmal     | BW   |

### Dahlenwarsleben
| Lage                                        | Bezeichnung                  | Beschreibung                                                                                                | Erfassungs- nummer | Ausweisungsart | Bild                         |
| ------------------------------------------- | ---------------------------- | --- | ------------------ | -------------- | ---------------------------- |
| Eichplatz 3 (Karte)                         | Wohnhaus                     | Wohnhaus | 094 15950          | Baudenkmal     | Wohnhaus                     |
| Kirchstraße / Neue Straße Ortsmitte (Karte) | Kirche St.Lambertus          | Kirche | 094 15948          | Baudenkmal     | Kirche St.Lambertus          |
| Kirchstraße / Neue Straße Dorfpark (Karte)  | Kriegerdenkmal               | Kriegerdenkmal                                                                                              | 094 75081          | Baudenkmal     | Kriegerdenkmal               |
| Lange Straße 8 (Karte)                      | Wohnhaus Lange Straße 8      | Wohnhaus zweigeschossiger Klinkerbau aus dem letzten Drittel des 19. Jahrhunderts                           | 094 17511          | Baudenkmal     | Wohnhaus Lange Straße 8      |
| Lange Straße 9 (Karte)                      | Wohnhaus Lange Straße 9      | Wohnhaus eingeschossiger Klinkerbau mit Elementen im Stil der Neorenaissance aus dem späten 19. Jahrhundert | 094 15946          | Baudenkmal     | Weitere Bilder               |
| Lange Straße 16 (Karte)                     | Bauernhof                    | Bauernhof                                                                                                   | 094 75080          | Baudenkmal     | Bauernhof                    |
| Lange Straße 29, 30, 31 (Karte)             | Bauernhof Lange Straße 29-31 | Bauernhof Vierseitenhof mit Wohnhaus von 1839 und Altenteil                                                 | 094 15947          | Baudenkmal     | Bauernhof Lange Straße 29-31 |
| Lange Straße 33 (Karte)                     | Wohnhaus                     | Wohnhaus | 094 15951          | Baudenkmal     | Wohnhaus                     |
| Mühlenstraße 5 (Karte)                      | Bauernhof                    | Bauernhof                                                                                                   | 094 15941          | Baudenkmal     | Bauernhof                    |
| Mühlenstraße 19 (Karte)                     | Wohnhaus Mühlenstraße 19     | Wohnhaus barockes Gebäude mit Torbogen und Pforte                                                           | 094 15949          | Baudenkmal     | Wohnhaus Mühlenstraße 19     |
| Mühlenstraße 24 (Karte)                     | Wohnhaus                     | Wohnhaus | 094 15945          | Baudenkmal     | Wohnhaus                     |

### Gersdorf
| Lage                              | Bezeichnung            | Beschreibung | Erfassungs- nummer | Ausweisungsart | Bild           |
| --------------------------------- | ---------------------- | ------------ | ------------------ | -------------- | -------------- |
| Hermsdorfer Weg Ortsmitte (Karte) | Kirche St. Bartholomäi |              | 094 15942          | Baudenkmal     | Weitere Bilder |

### Groß Ammensleben
| Lage | Bezeichnung                         | Beschreibung           | Erfassungs- nummer | Ausweisungsart | Bild           |
| --- | ----------------------------------- | ---------------------- | ------------------ | -------------- | -------------- |
| an der B 71, südlich des Ortes (Karte)                                                                                    | Mühle                               | Mühle                  | 094 75208          | Baudenkmal     | Weitere Bilder |
| Domäne 1,2,3,4,6,7,8,9,10,11,12,13 (Karte)                                                                                | Domäne                              |                        | 094 75215          | Baudenkmal     | Domäne         |
| Große Straße 1,1a, 1b, 2, 3, 3a, 3b, 3c, 4, 5, 6, 7, 8, 8a, 9, 10, 11, 12, 13, 14, 14a, Magdeburger Straße 22, 23 (Karte) | Straßenzug                          | Straßenzug             | 094 75212          | Denkmalbereich | Straßenzug     |
| Haldenslebener Straße 7/9 (Karte)                                                                                         | Gasthof                             | Gasthof „Zur Post“     | 094 75211          | Baudenkmal     | Gasthof        |
| Kirchplatz (Karte) | Klosterkirche St. Petrus und Paulus | katholische Kirche     | 094 75214          | Baudenkmal     | Weitere Bilder |
| Kirchplatz 1 (Karte) | Pfarrhaus                           | Evangelisches Pfarramt | 094 75209          | Baudenkmal     | Pfarrhaus      |
| Kirchplatz 10 (Karte) | Pfarrhaus                           | Katholisches Pfarramt  | 094 75210          | Baudenkmal     | Pfarrhaus      |
| Magdeburger Straße 26 (Karte)                                                                                             | Bauernhof                           | Bauernhof              | 094 18289          | Baudenkmal     | Bauernhof      |

### Gutenswegen
| Lage                                          | Bezeichnung                | Beschreibung                                                                      | Erfassungs- nummer | Ausweisungsart | Bild                       |
| --------------------------------------------- | -------------------------- | --------------------------------------------------------------------------------- | ------------------ | -------------- | -------------------------- |
| Ackendorfer Weg 5 (Karte)                     | Gutshaus                   | Villa Riecke, erbaut 1888/1889, Gemeindehaus Gutenswegen, Kita „Villa Kunterbunt“ | 094 71445          | Baudenkmal     | Weitere Bilder             |
| Groß Ammensleber Weg 20 (Karte)               | Villa Schneidewindt        | Villa, 2019 als Denkmal ausgewiesen.                                              | 107 55026          | Baudenkmal     | BW                         |
| Im Winkel 1 (Karte)                           | Bauernhof                  |                                                                                   | 094 75224          | Baudenkmal     | Bauernhof                  |
| Im Winkel 7 (Karte)                           | Bauernhof                  |                                                                                   | 094 75220          | Baudenkmal     | Bauernhof                  |
| Im Winkel 1,7,10, Kirchenberg 5,6,7,8 (Karte) | Platz                      |                                                                                   | 094 70770          | Denkmalbereich | BW                         |
| Im Winkel 10 (Karte)                          | Bauernhof                  |                                                                                   | 094 75221          | Baudenkmal     | BW                         |
| Kirchenberg (Karte)                           | Kirche Hl. Katharina       |                                                                                   | 094 75218          | Baudenkmal     | Kirche Hl. Katharina       |
| Kirchenberg (Karte)                           | Kriegerdenkmal Gutenswegen |                                                                                   | 094 70241          | Baudenkmal     | Kriegerdenkmal Gutenswegen |
| Kirchenberg 5 (Karte)                         | Bauernhof                  |                                                                                   | 094 75223          | Baudenkmal     | Bauernhof                  |
| Kirchenberg 6 (Karte)                         | Bauernhof                  |                                                                                   | 094 75090          | Baudenkmal     | Weitere Bilder             |
| Kirchenberg 7 (Karte)                         | Pfarrhof                   |                                                                                   | 094 75652          | Baudenkmal     | Pfarrhof                   |
| Kirchenberg 15 (Karte)                        | Stall                      |                                                                                   | 094 75225          | Baudenkmal     | Stall                      |
| Schmidts Berg 9 (Karte)                       | Bauernhof                  |                                                                                   | 094 75091          | Baudenkmal     | Bauernhof                  |
| Steindamm (Karte)                             | Keller                     | Keller, 2019 als Denkmal ausgewiesen.                                             | 107 55027          | Baudenkmal     | Keller                     |
| Steindamm 19 (Karte)                          | Toranlage                  |                                                                                   | 094 75089          | Baudenkmal     | Weitere Bilder             |
| Steindamm 21 (Karte)                          | Wohnhaus                   |                                                                                   | 094 75653          | Baudenkmal     | Wohnhaus                   |

### Jersleben
| Lage                                     | Bezeichnung                | Beschreibung | Erfassungs- nummer | Ausweisungsart | Bild                       |
| ---------------------------------------- | -------------------------- | ------------ | ------------------ | -------------- | -------------------------- |
| Dorfstraße am östlichen Ortsrand (Karte) | Kirche St. Petri und Pauli |              | 094 75323          | Baudenkmal     | Kirche St. Petri und Pauli |
| Dorfstraße 1 (Karte)                     | Herrenmühle                |              | 094 75326          | Baudenkmal     | BW                         |
| Dorfstraße 17 am Wasser (Karte)          | Mittelmühle                |              | 094 75325          | Baudenkmal     | BW                         |

### Klein Ammensleben
| Lage                                         | Bezeichnung          | Beschreibung | Erfassungs- nummer | Ausweisungsart | Bild                 |
| -------------------------------------------- | -------------------- | ------------ | ------------------ | -------------- | -------------------- |
| Auf den Plagen (Karte)                       | Kirche St. Mauritius |              | 094 75170          | Baudenkmal     | Kirche St. Mauritius |
| Krugstraße 10 (Karte)                        | Villa                |              | 094 75171          | Baudenkmal     | Weitere Bilder       |
| Pfingstberg vermtl. auf dem Friedhof (Karte) | Kriegerdenkmal       |              | 094 76079          | Baudenkmal     | Weitere Bilder       |

### Meseberg
| Lage                                                  | Bezeichnung                             | Beschreibung | Erfassungs- nummer | Ausweisungsart | Bild                                    |
| ----------------------------------------------------- | --------------------------------------- | --- | ------------------ | -------------- | --------------------------------------- |
| Dorfstraße 35 (Karte)                                 | Bauernhof                               | | 094 70538          | Baudenkmal     | Bauernhof                               |
| Winkel Kirchplatz (Karte)                             | Kirche Hl. Laurentius (oder Hl. Ursula) | Kirchenbau aus dem 18. Jahrhundert unter Einbeziehung von Resten eines 1743 abgebrannten romanischen Vorgängerbaus | 094 70539          | Baudenkmal     | Kirche Hl. Laurentius (oder Hl. Ursula) |
| Winkel Kirchplatz, südwestlich vor der Kirche (Karte) | Kriegerdenkmal                          | | 094 70540          | Baudenkmal     | Kriegerdenkmal                          |
| Winkel 6 (Karte)                                      | Bauernhof                               | | 094 70537          | Baudenkmal     | Bauernhof                               |

### Samswegen
| Lage                                 | Bezeichnung    | Beschreibung  | Erfassungs- nummer | Ausweisungsart | Bild           |
| ------------------------------------ | -------------- | ------------- | ------------------ | -------------- | -------------- |
| Bornsche Straße 1,1a (Karte)         | Bauernhof      |               | 094 75213          | Baudenkmal     | BW             |
| Breite Straße vor der Kirche (Karte) | Denkmal        | Lutherdenkmal | 094 70551          | Baudenkmal     | Weitere Bilder |
| Breite Straße Ortsmitte (Karte)      | Kirche         |               | 094 70549          | Baudenkmal     | Weitere Bilder |
| Breite Straße vor der Kirche (Karte) | Kriegerdenkmal |               | 094 70550          | Baudenkmal     | Kriegerdenkmal |
| Breite Straße 5 (Karte)              | Bauernhof      |               | 094 70548          | Baudenkmal     | Bauernhof      |
| Breite Straße 62 (Karte)             | Bauernhof      |               | 094 75045          | Baudenkmal     | Weitere Bilder |
| Mühlendamm 5 (Karte)                 | Mühle          |               | 094 70553          | Baudenkmal     | BW             |

### Vahldorf
| Lage                                                     | Bezeichnung    | Beschreibung | Erfassungs- nummer | Ausweisungsart | Bild           |
| -------------------------------------------------------- | -------------- | ------------ | ------------------ | -------------- | -------------- |
| Bauernstraße / Hillersleber Str./ Wedringer Str. (Karte) | Kirche         |              | 094 75654          | Baudenkmal     | Kirche         |
| Bauernstraße / Hillersleber Str./ Wedringer Str. (Karte) | Kriegerdenkmal |              | 094 75655          | Baudenkmal     | Weitere Bilder |
| Bauernstraße 23 (Karte)                                  | Bauernhof      |              | 094 75656          | Baudenkmal     | Bauernhof      |

## Ehemalige Kulturdenkmale nach Ortsteilen
Die nachfolgenden Objekte waren ursprünglich ebenfalls denkmalgeschützt oder wurden in der Literatur als Kulturdenkmale geführt. Die Denkmale bestehen heute jedoch nicht mehr, ihre Unterschutzstellung wurde aufgehoben oder sie werden nicht mehr als Denkmale betrachtet. Mitunter sind Einzelobjekte aber noch immer Bestandteil eines geschützten Denkmalbereichs.

### Dahlenwarsleben
| Lage                    | Bezeichnung      | Beschreibung     | Erfassungs- nummer | Ausweisungsart | Bild     |
| ----------------------- | ---------------- | ---------------- | ------------------ | -------------- | -------- |
| Krugstraße 9 (Karte)    | Wohnhaus         |                  | 094 75082          |                | Wohnhaus |
| Lange Straße 12 (Karte) | Landarbeiterhaus | Landarbeiterhaus | 094 15944          |                | BW       |

### Gutenswegen
| Lage                  | Bezeichnung | Beschreibung                                                                                   | Erfassungs- nummer | Ausweisungsart | Bild     |
| --------------------- | ----------- | ---------------------------------------------------------------------------------------------- | ------------------ | -------------- | -------- |
| Kirchenberg 8 (Karte) | Wohnhaus    | Wohnhaus 2022 nach Überprüfung der Denkmaleigenschaften aus dem Denkmalverzeichnis gestrichen. | 094 75222          | Baudenkmal     | Wohnhaus |

## Legende
In den Spalten befinden sich folgende Informationen:
- Lage: Nennt den Straßennamen und wenn vorhanden die Hausnummer des Kulturdenkmals. Die Grundsortierung der Liste erfolgt nach dieser Adresse. Der Link „Karte“ führt zu verschiedenen Kartendarstellungen und nennt die geographischen Koordinaten.
Link zu einem Kartenansichtstool, um Koordinaten zu setzen. In der Kartenansicht sind Baudenkmale ohne Koordinaten mit einem roten bzw. orangen Marker dargestellt und können in der Karte gesetzt werden. Baudenkmale ohne Bild sind mit einem blauen bzw. roten Marker gekennzeichnet, Baudenkmale mit Bild mit einem grünen bzw. orangen Marker.
- Offizielle Bezeichnung: Nennt den Namen, die Bezeichnung oder zumindest die Art des Kulturdenkmals und verlinkt, soweit vorhanden, auf den Artikel zum Objekt.
- Beschreibung: Nennt bauliche und geschichtliche Einzelheiten des Kulturdenkmals, vorzugsweise die Denkmaleigenschaften.
- Erfassungsnummer: Für jedes Kulturdenkmal wird in Sachsen-Anhalt eine 20stellige Erfassungsnummer vergeben. Die letzten zwölf Ziffern werden für die Untergliederung nach Teilobjekten genutzt und werden nur angegeben, soweit vergeben. In dieser Spalte kann sich folgendes Icon  befinden, dies führt zu Angaben zu diesem Baudenkmal bei Wikidata.
- Ausweisungsart: Die Einordnung des Denkmales nach § 2 Abs. 2 DenkmSchG LSA
- Bild: Ein Bild des Denkmales, und gegebenenfalls einen Link zu weiteren Fotos des Kulturdenkmals im Medienarchiv Wikimedia Commons. Wenn man auf das Kamerasymbol klickt, können Fotos zu Kulturdenkmalen aus dieser Liste hochgeladen werden: